# Ana Ambrazienė
Ana Ambrazienė (née le 14 avril 1955 à Vilnius où elle meurt le 12 février 2025) est une athlète soviétique de Lituanie, spécialiste du 400 mètres haies.

## Carrière sportive
Le 11 juin 1983 à Moscou, elle établit un nouveau record du monde du 400 mètres haies dans le temps de 54 s 02, améliorant de 26 centièmes de seconde la précédente meilleure marque mondiale détenue par l'Est-allemande Karin Rossley depuis la saison 1980. Sélectionnée pour les Championnats du monde d'Helsinki, Ana Ambrazienė se classe deuxième de la finale du 400 m haies derrière sa compatriote Yekaterina Fesenko-Grun. L'année suivante, son record du monde est battu par la soviétique Margarita Ponomaryova qui devient la première femme à passer sous les 54 s, son record a ainsi tenu un an et trois jours.

## Palmarès
| Date | Compétition           | Lieu     | Résultat | Temps   |
| ---- | --------------------- | -------- | -------- | ------- |
| 1983 | Championnats du monde | Helsinki | 2e       | 54 s 15 |
| 1987 | Championnats du monde | Rome     | 6e       | 55 s 68 |